# Кувейтско-пакистанские отношения
Кувейтско-пакистанские отношения — двусторонние дипломатические отношения между Кувейтом и Пакистаном.

## История
В 1991 году вооружённые силы Пакистана приняли активное участие в освобождении Кувейта от иракских оккупантов во время войны в Персидском заливе. После окончания активной фазы войны инженерные подразделения пакистанской армии участвовали в разминировании территории Кувейта.
Кувейт и Пакистан являются членами Организации исламского сотрудничества. В 2017 году в ряде средств массовой информации появилась информация о том, что Кувейт запретил выдавать визы пакистанцам. Однако, затем эти сообщения были опровергнуты правительством Кувейта.

## Диаспора пакистанцев
В 2010 году в Кувейте проживало 107 084 граждан Пакистана.

## Помощь Пакистану
В 2005 году Кувейт стал первой страной, оказавшей помощь Пакистану в преодолении последствий землетрясения в Кашмире, общий объём оказанной помощи оценивается в сумму 100 млн. долларов США. В 2010 году правительство Кувейта выделило 5 млн. долларов США для Пакистана, с целью помочь преодолеть последствия катастрофического наводнения.

## Дипломатические представительства
- У Кувейта есть посольство в Исламабаде[11].
- У Пакистана имеется посольство в Эль-Кувейте[12].